# 积极分裂理论
积极分裂理论 (Theory of Positive Disintegration，缩写为TPD) 是由波兰心理学家卡齐米日·东布罗夫斯基所提出的、描述了个人人格发展的理论。
不同于主流心理学理论，在东布罗夫斯基的理论框架中，他认为精神紧张和不安是成长中所不可或缺的。因此，这些“分裂”过程被看作是“积极的”；而那些未能通过名曰“积极分裂”的窄门的人可能终其一生停留于“初级整合（primary integration）”层次。拥有更多发展潜质（developmental potential）——包括过度激动、对刺激（stimuli）超越常人的反应——的人，则更有可能进入“积极分裂”，将自己的人格发展至更高层次。
不同于其他一些关于人发展的理论，例如埃里克森社会心理发展阶段，本理论甚至不假设绝大多数人通过了所有的层次（level）。积极分裂理论与阶段（stage）无关，而各个层次（level）也与年龄无关。

## 东布罗夫斯基理论
卡齐米日·东布罗夫斯基 (1902–1980)，是一个波兰的精神科医生、心理学家。他终其一生的临床及学术工作，发展了积极分裂理论（Theory of Positive Disintegration）。该理论是对个人人格发展的全新诠释。
东布罗夫斯基的个人人格发展理论强调了以下主要论点：
- 人格并非是被谁所给予的、普世的特质，它必须由个人建立、成型，并反映他自己的独特个性。（人格成型(personality shaping)）

- 人格的发展是发展潜质（OE，＝过度激动（overexcitability）以及自律因素（autonomous factor））运作的结果。并非每个人都有足够的DP来建立独特的人格。

- 人群中的发展潜质（DP）区别可用正态分布曲线表示。东布罗夫斯基使用了多层次方法来描述人群中观察到的发展层次的连续。

- 发展潜质（developmental potential）导致危机，其特点是强烈的焦虑、忧郁——会导致分裂的精神性神经病。

- 人格为了得到发展，基于人的本能和周遭社会影响的「原初整合（initial integrations）」必须经历分裂——东布罗夫斯基称这个过程为「积极分裂（Positive Disintegration）」

- 个人价值观层次的发展——情绪波动——在发展个人的人格和自主中不可或缺。亦即，与绝大多数心理学理论相反，在他的理论中情绪发挥了很大作用。

- 情绪波动导致个人建立他自己的人格理念，这是当事人自主设定的标准，是其个人发展的目标。

- 个人必须检验他自身的本质，并基于自己的人格理念，最终选择彰显其本质中更高层次的、更富自我个性的方面，抑制那些较低层次的、缺乏自我个性的方面。

- 个人发展中，自我教育、自我心理治疗不可或缺。

### 发展中的因素
东布罗夫斯基发现，许多人终其一生皆处于名曰「初始或原初整合（"primary or primitive integration"）」的状态，他们的行为主要依据对自身生物本能（「第一因素」）的遵循以及／或者对社会习俗（「第二因素」）的盲从、固执遵守。他称这为「层次一：原初整合（initial integration Level I）」。东布罗夫斯基发现，在此层次，人并不真正地自主表达自我个性。人在第一层次表达的自我，都受到了上述两个因素的影响、束缚。
第一因素将人的精力、才智导向对利己的目标的追求，这些目标反映了人的动物本能和生物自我——它主要致力于人的生存和自我进步。聪明才智往往被用于反社会或自私自利的方面。例如，许多罪犯（在第一层级）就展现了这类自私行为。他们损人利己。
第二因素——社会环境（milieu）和趋同心理压力（peer pressure）——鼓励对生活的同质化思考、阻止独特思想和表达，因而压制人的个性和创造力。第二因素是价值和社会规范的具体表现，因此也是道德的具体表现。社会力量塑造人们的期望。人的行为举止和才智被引导至遵循和支持现有社会环境的形式。例如：「俺妈跟俺说俺们应该经常注意自家草坪拾掇得怎么样了，因为俺们想让别人路过俺家门口时对俺们有个好印象」。由于道德源自外部社会背景，只要社会拥有合乎伦理的规范，为第二因素所影响的人们就会表现得合乎伦理。可是，如果一个社会、宗教团体、政府机构腐朽了——例如在纳粹德国时代——受第二因素强烈影响的人不会觉得有什么不对劲。没有个人思考验证的社会化不过把人变成只会生搬硬套的机器（卡尔·路德维希·冯·贝塔郎非所描述的"robopath"）。个人的反应不是个性的，而是基于社会习惯（「我在葬礼上哭而在婚礼上笑——因为别人也这么做」）。东布罗夫斯基认为，自身行动动机主要由第二因素所引发的人，在总人口里占绝大多数。
东布罗夫斯基觉得我们的社会主要由这两个低层次因素所影响，可被描述为运作于层次一。例如，我们对公司成功的看重（「狗豨犹有斗，恶有士而无斗矣？」《墨子．耕柱》）意味着CEO们的运作基于层次一的第一因素——他们将以迅雷不及掩耳盗铃之势牺牲他人而换取自己公司的更大成功。同样，我们的教育、政治、公司、媒体系统也在自我宣传，不鼓励真正的个人思考或自主意识——这就是第二因素。有时社会化评判标准也能这样用：「我是超速了没错，可大家不都这么干嗎」。或者士兵会辩解他的行为不过是在「执行军令」。这样，这个外部价值系统成了个人逃脱任何个人责任的工具。
东布罗夫斯基也描述了展现了不同行为的一群人：他们发展了自己的个性。他们脱离了对生活的不假思索地、机械地、社会化地思考（东布罗夫斯基称其为「消极适应」），进入并通过了一系列的个人分裂。东布罗夫斯基把这些分裂看作人整个成长过程中的关键元素。危机挑战了我们的现有状态（status quo），导致我们重新审视我们自身、我们的思考、我们的价值观、我们的思想、我们的理念……如果发展持续下去，人就不断发展个性化的、有意识的、仔细检验过的、有层次之分的价值观（称其为「积极适应」）。现在，人开始用这有层次之分的价值观来评判世间万物，而在我们心中，层次更高的价值开始引导我们的行为（不再基于外部社会规范了）。这些更高层次的、个性化了的价值观展现了最终所实现的再次整合的特征，反映了个人的自主，对东布罗夫斯基来说，这意味着人真正人格的出现。在这一层次，每个人都有他对于「人的一生应该如何度过」的个性化看法，并将它努力实现。这一层次意味着个人强烈追求解决问题和创造力。个人的聪明才智和创造力被用于追求更高个性化价值的实现，用于展望生活和世界能变成什么样、应该变成什么样。人通过行动、艺术、社会改变等来富有活力地表现自身的「新」的自主人格。

### 发展潜质
展现出强烈的发展潜质（developmental potential ("DP")）的人往往会发展自己的人格。发展潜质代表着基因特质的集合，它通过和环境互相作用得到表达，并对环境产生影响。发展潜质中包含许多因素，不过最重要的是以下三个：过度激动（OE）、特殊能力及聪明才智、还有对自主成长的强烈需要，东布罗夫斯基把这一特点称之为「第三因素」。
过度激动
发展潜质最显著的方面就是过度激动。这是神经感官活跃所导致的生理学刺激增强所致。过度激动越强，人每天的生活就经历得越激烈。东布罗夫斯基把过度激动归纳为五类：精神活动的、感官的、想象的、智力的、感情的。这些过度激动——特别是后三种——通常会导致一个人更深刻地感受日常生活，深入体验生活悲喜的极致。东布罗夫斯基在研究一些人的案例时发现高度的过度激动是他们个人发展和生活体验中的关键部分。他们被自身的价值观、自身感情的过度激动所引导、驱使、指示。加上想象的过度激动和感情的过度激动，这些人有力地认识着世界。
尽管过渡激动基于神经系统，但通过对那些反映了「新出现的自为的自我」的发展结构的说明，能在心理学中把过度激动描述出来。这些概念中最重要的是活力（dynamism）：亦即控制了人的行为及其发展的生物或精神力。在之后更高级的发展中，活力（dynamism）越来越多地反映了朝向自为的运动。
能力和才智
发展潜质的第二方面是特殊能力及聪明才智。它们趋向于为人的发展层次服务。如前概述，处于较低层次的人会将他们的才智用于利己的目标，或是用于爬到社会或公司中更高的位置上去。在更高层次上，特殊才智和能力变成了尤为重要的力量，因为它们受到人自身对价值的层次之分的引导，而被用于展现、追求「自己所追求的理想人格」以及「社会应有之状态」。
第三因素
发展潜质的第三方面被简单称作「第三因素」，它是人对个人发展和自为状态的追求。第三因素尤为重要，因为它不仅将人的才智和创造力应用于自我表达，而且为人追求至臻、尝试去设想和实现超越人的当下限度的目标，提供了动机。东布罗夫斯基明显将第三因素与自由意志去分开来。他觉得自由意志这个词在清楚表达被他称作「第三因素」的这种动机上，尚且力有不逮。例如，一个人能够表现出自由意志，却对个人的成长和改变表现得兴味索然。第三因素特别表述了这样一种动机——一种人期望成为自己的动机。这种动机往往如此强烈，以至于在某些情况下我们能发现人「需要」去发展自己，即便这会把自己置于危险境地。这种「我要成为我自己」的感觉（特别是当它是「不惜一切代价的」、被称作是自我发展的强烈驱动力的时候）超越了通常被称作「自由意志」的概念。
即便有外在社会或家庭因素阻碍，一个发展潜质足够高的人通常都会产生分裂；即便是在有有益因素存在的环境中，一个发展潜质低的人也通常不会发生分裂（或者积极的人格发展）。
这种认为「某些人有天生的发展潜质，这种潜质由「更高敏感性／过度焦虑」（相当于发展潜质的第一方面）以及相对应的「发展和群体不同的个人差异／自为品质」的趋势（相当于发展潜质的第二方面）所决定」的想法，是由Elaine Aron在过去独立提出的（参见高感性的人（高度敏感者））（不过需要说明，Aron的处理方法和东布罗夫斯基的显然不同）。

#### 喜忧参半的祝福？
东布罗夫斯基把过度焦虑称作「悲剧性的礼物／天赋」，以表明有强烈过度焦虑的人的人生道路并不平坦轻松。正如经历大高潮的潜能也是经历大低谷的潜能，有表现强烈创造力的潜能的人往往在心中经历过许多冲突，有许多坏掉的地方。这种应激即是内心冲突发展的结果，又促进了其发展，既出现在人的心中也表现在人的社会交往上。在这种应激严重的情况下，有发生自杀的危险。这些人常常经历的孤独加深了他们自残的危险。
东布罗夫斯基提倡了自我精神疗法：告诉人有关过度焦虑和分裂过程的知识，以给他足够的知识储备去了解自己强烈的感情和需求。东布罗夫斯基建议我们应帮助人们，通过他们自己的努力发展和找到他们自己的解释。有高发展潜质的儿童和成人必须找到他们自己该走的路，这往往需要付出不被他们的社会上的同辈人、甚至是家庭所接纳的代价。自我精神疗法的核心在于了解，没人能告诉任何其他的人「正确」的路在哪里。每个人必须自己找到自己的路。正如约瑟夫·坎伯描述寻找圣杯中的骑士时所说的那样：你若看到森林里有一条路，切不可跟随那条路。它能把某个其他人带向圣杯，却不能把你带向圣杯，因为那不是你的路。

## 各个层次
第一层和第五层的特点是心理上的整合、和谐、几乎没有心中的冲突。在第一层几乎没有内心的冲突只是因为所有的行为都可以说是对的——它或者对个人有好处因而是「对」的，或者为那个人所在的社会所提倡因而是「对」的。不管是哪种情况，个人都极有可能按照他所观察到的他人的行为来处事，做那些被认为是「人人都会去做」的事情。在第五层之所以没有内心的冲突是因为此时个人的所作所为都是基于他们自己内心的价值观。当然，不论是在第一层还是第五层，人往往都会和外界发生冲突。
第二、三、四层描述的则是不同程度和类型的分裂和字面上的疾病。
东布罗夫斯基很清楚他所提出的层次之分「体现了一种自我启发式的教育方法」。在发展过程中，相邻的两个三个层次也许能同时存在，但是需要注意，它们同时存在时是互相冲突的。当某个层次被消解或是完全受制于另一个层次的时候，冲突才会解除。

### 第一层：原初整合
如前所述，第一层被称作初始或原初整合。在这一层次上的人往往主要受到第一因素（遗传／冲动）和／或第二因素（社会环境）的影响。处于第一层的绝大多数人和社会或者环境整合得很好（东布罗夫斯基称其为一般人），不过也有人展现出了冲动和社会化的阴影。东布罗夫斯基用程度来区分第一层的这两个子类别：「原初整合这种状态正好和心理健康的状态相反。在一般人当中，有相当高程度的原初整合存在；在精神病患者中，有非常高程度的原初整合存在。」那些发展处于第一层的人的特点是或明或暗的自私和利己，把追寻自我满足看得比其他一切都重要，他们用一堆「It's all about me（这些都和我相关）」之类的说辞来证明自己的追求的正当性；或者更简单，他们强烈坚持「目的正确则可以不择手段」的观点，忽视了有时「要择手段」的必要。许多被认为是「领袖」的人往往属于这一类。
人群中的绝大多数或者从未打破过他们的原初整合，或者在一个相对短暂的分裂期后（通常是在青春期和青年期前期）又重新回到了原来的整合状态，或是部分整合了一些略高层次的功能，却没有给内心深处带来彻底的变化。

### 第二层：单层次分裂
第二层的特色在它的名字里就可以看出：单层次分裂。这一层次的明显的特点在于突如其来的、简短的、常常非常强烈的危机，或是一连串的危机。危机是不请自来的，只发生在一个层次（往往只在一个方面）发生。这些危机给人以看似不同的选择，实际上那些选择还是在当前层次。
单层次分裂在人发育出现危机时出现，例如在青春期、更年期；此时有些外部事件让人感到压力很大，难以处理，或是人出现「感到紧张」「心理性精神病」等心理学／精神病学症状，单层次分裂的过程发生在单一的结构／感情层次上，此时占主导地位的是自发的活力（dynamism），很少有自我意识和自我控制。
在同一层次上（平级）的冲突会导致多重趋向、多重价值的心理。人受到有差异却又平级的各种选择的吸引（多重趋向），却又无法从中择一，因他此时并无真正的偏好（多重价值）。如果发展中的推动力足够强，人会被最终推向存在主义的危机：个人的社会理性不再能够解释他的个人经验，这时又没有其他解释来替代。在这种情况下，存在主义的绝望是占主导地位的感情。当个人所选定的价值观开始替代出生之后不断操练、铭刻于身的社会习俗（social mores）、被整合进人自身对价值的分层的时候，这一阶段才开始走向完结。这些新的价值往往会和人原先的社会价值冲突，那些在教育中、从社会秩序里学来的、对许多现存状态「缘何如此」的解释，在清醒的、个人化的考察之下，都解体了。这使得更多的冲突被聚焦了个人自由地分析他自身对世界的反应之上，放在自己和他人的行为上。常理认可的行为和占统治地位的社会秩序认可的伦理此时被视作不够的、错误的和伪善的。积极的人格失调占主导。对东布罗夫斯基来说，这些危机代表了个人成长和心理健康方面的发展潜力。用积极的定义来说，心理健康反映得不仅仅是遵守社会秩序：它包含了个人认真地检验世界和他自身的价值观的过程，这才导致了个人人格的发展。
第二层是个过渡期。东布罗夫斯基说，你要么退回去（重新整合回到低层次），要么继续前进，要么在此负面收场——以自杀或者精神失常而告终。
从第二层到第三层的过渡期包含着根本的转换，这需要的能量非同寻常。这个过渡期正是在发展过程中的分歧点：逆水行舟，不进则退。东布罗夫斯基所说的三种因素之间的争斗反映了该过渡时期的危机：「我该按照自己的直觉去行动呢（第一因素），还是按我受到的教导去行动呢（第二因素），还是按我自己的心去行动呢（第三因素）？」发展中的回答是把人低层次的本能（像愤怒这样的自动的反应）转变为积极的动机，以抵御社会潜移默化塞给我们的答案，聆听我们内心的声音，从而知道自己该做什么。

### 第三层：自发多层次分裂
第三层描述了一种新型的冲突：一种纵向的冲突，在两个不仅不同、而且处于于不同层次之间发生的冲突。通过比较可知其中一个较之另外一个层次更高。这些纵向的冲突最初起源于生命中选择高层次还是低层次的选择中，不由自主的一闪念（由于它们是不由自主产生的，东布罗夫斯基称之为自发多层次分裂）。用G·K·切斯特顿的话说，你不过看了一样东西，也许看到千次时，它突然击中了你的心——你看待它和以前不一样了，自从你这么做后，它就改变了世界。你无法再「回到你原来看待它的方式」。东布罗夫斯基称其为纵向多层次。多层次意味着渐渐意识到「更高层次的可能性」（这是一个东布罗夫斯基常用的词）和「生活中高层次和底层次间最终形成的矛盾」。这些纵向比较经常展现的是低层次的、个人实际的所作所为和高层次的、想象中的理想和理想化的替代选择。东布罗夫斯基认为，真正的个人显然将会选择在更高层次的道路上前行（这就消除了单层次分裂时的多重趋向、多重价值的心理）。如果一个人的实际行为最终不符合他的理想，往往随之产生内部不和谐和回顾、重构自己生活的冲动。多层次因而意味着一种新型的、强有力的冲突类型，这种冲突在东布罗夫斯基的方法中是有建设性、发展性的。
这些纵向冲突在形成自为的、先进的人格的过程中是关键的。如果人要达成更高的目标，必须有转移到多层次的过程。如果一个人没有足够发展潜质进入多层次视角，那么他将会退行至第二层的危机状态最后在第一层重新整合。在向多层次的转移过程中，横向（单层次）的、应激-反应式的人生模式被纵向的、有层次之分的分析所取代。这种纵向视角和个人价值结构的出现紧密相連，所有事件都可以被看作和个人理想相关。这些理想的个人价值变成了理想的人格：人想怎样度过自己的一生。当人生活中的事件可被视作和这个多层次、纵向视角相关的时候，再让人在已经发现（或者想象到）了高层次目标的情况下去追求低层次目标，已经是不可能的了。

### 第四层：有引导的多层次分裂
在第四层人完全掌控了他的发展。第三层不由自主的自发发展为有意识的、自觉的、自我引导的发展所取代，这种对人生的认识来自于多层次视角。这个层次意味着「第三因素」的真正出现，东布罗夫斯基称其为自为的因素，「它来自于清醒的选择（评估），此时人接受或者拒绝他自身或者环境中的某种性质」。人清醒地评价自己现存的信念系统，并尝试用仔细考虑过的、检验过后选择的观点、反应去替代低层次、人云亦云的观点、反应。这些新价值观将越来为越多地反映在个人的行为中。由于人行为的选择受到所选定的更高层次理想的影响，人变得更少敷衍了事、人云亦云，更加深思熟虑。
个人重新检视社会习俗并把其中自己觉得合适的部分通过有意识的内在化将其重新接受。与此类似，当人觉得合适的时候，人也会重新檢視某种社会价值并可能抛弃它，把它用自己接受的更高层次的价值代替。个人的社会倾向开始深入反映人的责任感，这一责任感既基于理智也基于情感因素。在最高的各种层次上，「这样的个人感觉到自己有责任去实现正义，保护他人远离伤害和不正义。他们的这种责任感扩展到几乎所有事物上」。这种看法产生于用有层次之分的价值视角看待生活（多层次视角）和人最终接受生活可以如何、应该如何的潜能。在一个人做着他所力所能及的事情来改变世界成为它「应有」的样子的时候，他对（低层次）世界的异议就充满感情地表达了出来。
鉴于其真正的（可信的）亲社会的观点，有发展到较高层次的人也增高了他们社会性的层次。亲社会（prosocial）在这里指的不仅仅是支持现有社会秩序。如果社会秩序处于较低层次，你又适应于它，那么你也反映着低层次（用东布罗夫斯基的话说，叫做消极调整，这个特点属于第一层）。这里的亲社会性，只有基于更高价值层次的社会交往，才能真正培养出来。人在这种情况下往往会和低层次社会的现存状态产生冲突（积极反调整）。换句话说，拒绝调整适应低层次的社会本身，是积极的。

### 第五层：再度整合
第五层显示了整合的、和谐的人格，不过这和第一层的整合十分不同。在这个最高层，人只有在在个性化地选择了有层次之分的个人价值、并基于这种价值清醒小心地作出决定后，才会去行动。人的行动遵从这种价值观——有关人的一生应该如何度过的问题——因此几乎没有内心的冲突发生。
处在第五层的人常常显露出创造性的表现。特别是在第五层，解决问题和展现艺术成了人生最高贵的特点。艺术抓住了人内心深处的感情状态，需要对目标的感同身受和深入理解。人的受难和牺牲往往成为这类作品的主题。视野没有被常理所束缚的作者创作出了真正远见卓识的、特别并且创新的作品。通过政治、哲学和宗教实现的社会的进步，因此往往和强烈的个人创造力或个人成就有关。

## 积极分裂理论的应用

### 疗法
积极分裂理论在许多领域有着极广泛的应用。一个中心领域就是应用于心理学和精神病学的诊断和治疗。东布罗夫斯基提倡了全面地、多角度地诊断个人状态——包括症状和发展潜力——的方法。
症状和发展潜力
如果分裂看来能够向有进设性的方向发展，那么就把本理论教给该人并鼓励他用发展的眼光来看待他现在的状态和经历。症状不是被消除，而是被重新构筑以形成对生活和个人特殊状态的深入思考理解。
叙述的重要性
东布罗夫斯基通过那些经历过积极分裂的人的自传和他传描述了他的理论。资优儿童、有过自杀心理的青年人、陷入麻烦的艺术家往往经历过积极分裂理论的过程，如果他们能够接受理解自己内心深处强烈感情的意义，他们就能继续前进而不是在此破裂。在自我精神治疗中，完成内容丰富的自传以帮助人了解如何看待自己的过去和现在，是非常重要的部分。在这个过程中，治疗者起的作用有限，表现得更像是在提供初始契机而非持续治疗。东布罗夫斯基要咨询他的人先看看他的书以了解他的想法在多少程度上契合了他们的生活。
自我精神治疗
对东布罗夫斯基来说，治疗的目的在于，通过提供一个人能够自我理解自我帮助的环境，最终消灭临床医学家。这种方法他称之为自我精神治疗（autopsychotherapy）。他鼓励咨询者走上寻找自我的旅程，强调在这样的旅程中咨询者需要用他自己的人格和价值观寻找到高层次和低层次间的对比。他鼓励人更多地去探索他自己的价值观，特别是当它和基本理论以及人对自己所处位置的正当化相关的时候。极力注意价值观和行为间的差异。这种方法被称作自我精神治疗，以强调个人在他自己的治疗过程中——在更大角度来说就是人格发展过程中——必须扮演重要角色。个人必须知道是他自己决定了自身独有人格理想和价值观的发展。这包含对社会习俗和过去習得的价值的批判性思考。
东布罗夫斯基很关注他称之为单边发展的现象。简单地说，许多人只在生活的某一方面展现出显著的高度的发展（通常是智力性的发展），东布罗夫斯基对此很关注。东布罗夫斯基曾说过我们应该无视我们的长处，关注我们的弱点，数学天才应该少关注数学——他在这方面已经很厲害了，应该看看其他方面——内向的人应该试着变得更外向些，外向的人应该试着变得更内向些。这样我们就不仅仅增长了单方面的能力，而是注重了平衡的发展。
过度焦虑
东布罗夫斯基也鼓励人们从发展潜力的角度看待他们的反应（过度焦虑）和他们对世界的现象学看法。有经历过危机并对危机作出反应是这种方法中非常重要的方面，他鼓励人们用积极和发展的眼光去经历自己的个人危机。
东布罗夫斯基还记得这样一些没有内心疾患的咨询者，他们很少有去改变去成长的积极性。本方法不是尝试快速地消除症状，而是鼓励个人完全体验他们的感觉，在他们可能经历强烈失望和焦虑的时候保持积极和发展的视角。当然，在今日世界充满着「速见效不复发完全治愈各种令人不快的心理问题」的情况下，东布罗夫斯基的方法实在是獨具一格（尽管在某种程度上可以和Aron的方法相比）。

### 教育
另一个主要关注的领域是教育，特别是在过去25年中，在对创新性、资优学生的教育上。东布罗夫斯基假设这些学生将会展现与常人不成比例的强烈的过度焦虑，因此将倾向于进入积极分裂过程。

## 东布罗夫斯基和资优者
在东布罗夫斯基的一个附录中(1967)，他报道了1962年针对波兰青年展开的调查的结果。他特别考察了「一组从8到23岁的资优儿童和青年」(p. 251)。在他调查的80名对象中，30人为「智力资优」，另有50人来自「戏剧、芭蕾、塑料艺术学校」(p. 251)学校。东布罗夫斯基发现其中每个儿童都体现出了过度焦虑，「（是过度焦虑）为神经和精神神经问题的出现打下了基础。不仅如此，可以发现这些儿童也展现了各种类别各种程度的焦虑、神经症和精神神经症，从轻微的植物性症状、焦虑症状到明显的、高强度的精神衰落和歇斯底里问题」(p. 253)。东布罗夫斯基问道为什么这些儿童会展现这样的「焦虑以及精神神经症的状态」，并假设这是由于过度焦虑而产生的(p. 255)。「也许原因在于超越常人的感性，不仅使人在学习和工作上能够做出超常的成就，同时也会增加他们对所有经历的敏感程度，这可能会加速人的反常反应，导致他们自身的精神神经问题展现出来」 (p. 255)。
过度焦虑和资优之间的联系看来已经在研究中得到证实(Lysy and Piechowski 1983; Piechowski 1986; Piechowski and Miller 1995)。看来过度焦虑至少能帮我们指出人资优/创造力的潜力。东布罗夫斯基的基本观点是资优者和常人相比，将会不成比例地展现处积极分裂和人格发展的过程。

## 关键概念
本理论基于许多关键概念：
- 我们的低层次动物本能（第一因素）必须被抑制并转化为「高层次」的力量，这使得我们成为人（这种转化我们的本能的能力把我们从动物中区分开来）。

- 基于社会化（第二因素）的常见的初始人格整合并不反映真正的人格。

- 在整合的初始层次，人只是随大流的时候，个人很少有内心的冲突，说个人做错了事几乎没有意义。外部冲突往往表现在没成功达到社会目标上——例如职场失利。社会习俗和价值占统治地位，人几乎没有质疑或清醒地检验过它。

- 真正的人格必须基于人清醒地在自身意志下选定的价值观系统，这个系统反映了他们自己对「人的一生应当怎样度过」的看法和他们自己的「人格理想」——他们觉得自己应该成为的理想的人的样子。

- 和低层次动物本能和趋同压力以及社会化比起来，由清醒的人创造的自为的自我（人格）更重要。

- 为了打破初始整合，需要危机和分裂，这通常由生活经历提供。

- 如果人面对这局面能够最终达到积极和有发展性的结果，那么这分裂是积极的。

- 「单层次危机」的发展性不足，因为人只能在相同的替代物间选择（向左走，向右走？）。

- 一种新类别的领悟包括了「多层次」，这意味着纵向看待生活，比较低层次和高层次的选择，并使得人针对危机能够选择高层次的解决方案而不是其他可选但是层次低的替代方案——这就是有发展性的结果。

- 「积极分裂」是至关重要的发展过程。

- 东布罗夫斯基建立了「发展潜力」的概念以描述需要实现自主人格发展所需要的力量。

- 发展潜力包括了几个因素，包括天生能力和才能、「过度焦虑」、以及「第三因素」。

- 过度焦虑可以测量一个人神经反应的程度。东布罗夫斯基发现他所研究的对象都展现出特别敏感的神经系统，这也使得他们容易遭受畏（angst）、忧郁、焦虑的侵扰。——用东布罗夫斯基的话说，就是精神神经症，一种非常积极、有发展潜质的特质。

- 第三因素是对个人有多少需求驱使他走向自为之路的量度。

- 东布罗夫斯基的方法在哲学上很有趣，因为它是柏拉图主义的，它反映了柏拉图对本质的偏好——一个人的本质对他生命中的发展过程起了重要的决定性影响。不过，东布罗夫斯基也加入了一个重要的方面—— 存在主义的方面，当人感到焦虑时他依赖于什么、他如何解决每天遇到的挑战。由祈克果在"Knights of faith"中所提倡的characterization可以和东布罗夫斯基的自为的个人相比较。

- 检视了逻辑和思索发展过程中的角色，并得到结论：光有智力并不足以帮助我们了解我们的一生要去做些什么。吸收了讓·皮亞傑对发展的看法并将其扩展到由情感引导的更广尺度上。情感（个人对事物的感觉）是生命中主要决定的更精确的向导。

- 当多层次和自为发展实现后，人展现出再度整合，反映了成熟的人格状态。个人再无内心冲突；他们的内心和谐，因为他们的行动反映了他们内心深处有层次之分的价值观。

- 拒绝了马斯洛对自我实现的描述（东布罗夫斯基是马斯洛的朋友和筆友）。在东布罗夫斯基的体系中，未分裂过的人的自我实现并不是个有发展性的结果。东布罗夫斯基用多层次（纵向）的方法来观察自我并发现人需要注意、阻止、拒绝人天生自我中低层次的、本能的那一面（而马斯洛会让我们「毫无罪恶感的接受它」），充满活力地选择那些高层次的元素把它们组装成新的独特的自我——这个过程使人变得和动物不同。东布罗夫斯基希望我们按照自己的定义将自己的原初自我分裂为高层次的我和低层次的我，拒绝低层次，实现高层次，以创造我们自己的独特人格。

## 再度整合vs自我实现
人们常常把马斯洛的自我实现的概念和东布罗夫斯基的再度整合的层次等而视之。但这两种思想间有一些重要的不同。首先，马斯洛将自我实现定义为这样一个过程：接受作为自我的自我（即便是自己的缺点也能坦然接受？）、高层次自我和低层次自我都得到了实现。东布罗夫斯基引入了这样一个观点：尽管人低层次的方面也许一开始对自我来说是生而有之的——但作为人，我们能注意到它们低层次的本性。我们能够发展出自我意识（self-awareness）知道我们如何感受这些低层次——如果我们在低层次行动时感到糟透了，那我们就能够有认知地、有意识地阻止、消灭这些行为。通过这种方式，高层次的自我得以实现，低层次的自我得以抑制，并且对东布罗夫斯基而言，这是人的独特之处，是它把我们从动物中分离开来——动物没法分裂他们的低层次本能因而也不能抑制他们的动物性冲动。东布罗夫斯基已经超出了马斯洛自我实现的概念，因而说这两位作者在这一点上相同并不合适。

## 理论遇到的阻碍
东布罗夫斯基本人和他的理论都遇到过很多阻碍。两次世界大战对他都有严重影响。他的工作总是受到阻挠。可以想象一就五〇、六〇年代的波兰的政治气候。另一个问题是语言。东布罗夫斯基用波兰语写作，并把它译成法语和西班牙语。英语是他学的最后一门语言，要讲清楚他观点里的细微之处似乎也最困难。尽管有这些问题，东布罗夫斯基排除困难完成了他的关于人的发展的研究，发展了他的理论，终身践行了精神病学研究。
东布罗夫斯基死于1980年，他的学生们继续探索着他们自己的工作。其中许多继续研究、支持本理论，绝大多数对于本理论对他们个人有何意义有了深入的理解。对于其中许多人，本理论成了他们的终身之友。
自1980年始，对于东布罗夫斯基的著作有了小量但持续的需求。这个需求在美国大增，因为Michael Piechowski把他眼中的本理论应用于资优教育（gifted education）。许多教育和资优教育人士参看了东布罗夫斯基的理论以为他们的学生作参考。尽管（资优教育方面）只是整个理论的一部分，这个方面已经造就了一系列硕士博士论文并让理论为更多人所知，这听众对东布罗夫斯基和他的理论想知道更多。
对东布罗夫斯基感兴趣的读者遇到的一个严重问题就是资源的缺乏，特别是东布罗夫斯基英语作品的缺乏。他的书已经绝版很久了而且少见，他的论文为少数人所持有，没有流通。他针对本理论、心理治疗、教育和哲学也写了20本左右的波兰语书，尚未翻译成英语。有人已经开始解决这种资源缺乏的状况，包括设立东布罗夫斯基网站（见下）、提议重印东布罗夫斯基英语著作（它们现在是一张CD上的PDF），还有准备进行会议研讨。

## 参看
- 资优
- 反精神病学
- 人格心理学
- 个人发展

## 注解
1. ↑  Dąbrowski 1972, p. 6
2. ↑  Dąbrowski 1972, p. 294
3. ↑  Aron, E. N. . Journal of Jungian Theory and Practice. 2006, 8: 11–43. （原始内容 (PDF)存档于2016-01-17）. Sensitive persons can certainly have mood disorders, but should not be mistaken for being chronically depressed only because of a pessimistic view of the future of the world or of their own abilities (a pessimism which may well be accurate, as in the case of depressive realism). Likewise they do not have an anxiety disorder merely because they worry more than the nonsensitive, and they do not have a personality disorder (avoidant, dependent, obsessive-compulsive, etc.) merely because their unusualness has been present throughout their lives as an impediment to the cheerful, resilient functioning expected of most people most of the time.... They cannot shut out the world’s achingly subtle, fleeting beauty or its inexplicable cruelty and suffering. They must find their own meaning in it. 翻译：高感性的人显然可能有情感障碍，不过不应误解他们只是因为对世界未来或者自身能力的悲观看法而长期感到压抑（不过说他们悲观主义到可能是确切的，正如压抑的现实主义一词所说的情况）。同样的，他们并没有焦虑症，不过是因为他们比那些感觉迟钝的人焦虑得多一些，他们也没有人格障碍（逃避、依赖、强迫妄想等等），不过是因为他们的不同寻常之处，究其一生，不过阻碍了他们像大多数人那样在大多数时间里变得欢乐和愉快……他们没法把世界疼痛的细微之处、短暂的美好、难以名状的残酷和苦难排除出自己的脑海，他们必须在这之中找到自己的意义。
4. ↑  Dąbrowski 1996, p. 17
5. ↑  Dąbrowski 1964, p. 121
6. ↑  Dąbrowski  1970, p. 4
7. ↑  Dąbrowski 1964, p. 6
8. ↑  Dąbrowski 1964, p. 7
9. ↑  Dąbrowski 1972, p. 306
10. ↑  Dąbrowski 1973, p. 97